# Tanner Hall - Storia di un'amicizia
Tanner Hall - Storia di un'amicizia (Tanner Hall) è un film drammatico del 2009 scritto e diretto da Francesca Gregorini e Tatiana von Furstenberg.

## Trama
Quando Fernanda inizia il suo ultimo anno al Tanner Hall, un collegio nel New England, si trova ad affrontare cambiamenti inaspettati nelle dinamiche del suo gruppo di amici, quando appare la carismatica e manipolatrice Victoria, una sua conoscente d'infanzia, che viene iscritta da sua madre a Tanner Hall. Timida e studiosa, Fernanda è solitamente la voce della ragione tra le sue amiche, ovvero l'avventurosa e sexy Kate e il maschiaccio Lucasta. Si trova però a intrecciare una relazione con un amico di famiglia, Gio, che ha una notevole differenza di età con Fernanda, e inoltre è fidanzato e sta per diventare padre. Gelosa dell'eccitante relazione di Fernanda, Victoria inizia a sabotare i piani della ragazza per incontrarsi con Gio, e complotta per umiliarla pubblicamente.